# روابط کویت و مکزیک
کشورهای کویت و مکزیک در سال ۱۹۷۵ روابط دیپلماتیک برقرار کردند. هر دو کشور عضو سازمان ملل متحد هستند.

## تاریخچه
دو کشور در تاریخ ۲۳ ژوئیه ۱۹۷۵ روابط دیپلماتیک برقرار کردند. در تاریخ ۲۸ ژوئیه ۱۹۷۵، رئیس‌جمهور مکزیک، لوئیس اچوریا، سفر رسمی چهارروزه‌ای به کویت انجام داد. در جریان این سفر، رئیس‌جمهور اچوریا با امیر صباح السالم الصباح دیدار کرد و آن‌ها با یکدیگر از یک کارخانهٔ پتروشیمی و یک کارخانهٔ آب‌شیرین‌کن بازدید کردند. دو رهبر همچنین دربارهٔ رویدادهای جاری در خاورمیانه در آن زمان گفتگو کردند.
در جریان جنگ خلیج فارس، مکزیک پس از حملهٔ عراق به کویت، تحریم‌هایی را به‌طور مستقل علیه عراق اعمال کرد. در سال ۲۰۱۰، کویت سفارت خود را در شهر مکزیکوسیتی افتتاح کرد. در ژوئیهٔ ۲۰۱۰، نخست‌وزیر کویت، ناصر صباح، سفر رسمی‌ای به مکزیک انجام داد و با رئیس‌جمهور فلیپه کالدرون دیدار کرد. در جریان این دیدار، دو رهبر یادداشتی تفاهم برای ایجاد سازوکاری مشورتی دربارهٔ منافع مشترک به‌منظور افزایش گفتگوهای سیاسی و همکاری در همهٔ زمینه‌ها امضا کردند.
در سپتامبر ۲۰۱۰، نخست‌وزیر ناصر صباح بار دیگر به مکزیک بازگشت تا در جشن‌های دوسدمین سال استقلال مکزیک شرکت کند. در فوریهٔ ۲۰۱۱، وزیر امور خارجهٔ مکزیک، پاتریسیا اسپینوسا، سفری به کویت داشت و در جشن پنجاهمین سال استقلال، بیستمین سال آزادی از اشغال عراق، و پنجمین سال سلطنت امیر صباح احمد جابر الصباح شرکت کرد. مکزیک در همان سال سفارت خود را در پایتخت کویت افتتاح کرد.
در مارس ۲۰۱۴، وزیر امور خارجهٔ مکزیک، خوزه آنتونیو مید، سفری به کویت انجام داد. در این دیدار، دو کشور توافق کردند که برای دارندگان گذرنامه‌های دیپلماتیک، شرط دریافت روادید را لغو کنند. در دسامبر ۲۰۱۴، مکزیک نشان نشان عقاب آزتک را به امیر کویت، صباح احمد جابر الصباح اعطا کرد. در ژانویهٔ ۲۰۱۶، رئیس‌جمهور مکزیک، انریکه پنیه نیتو، سفر رسمی‌ای به کویت انجام داد. در جریان این سفر، دو کشور یازده توافق‌نامه و یادداشت تفاهم در زمینه‌های انرژی و همکاری‌های بهداشتی امضا کردند.
در سال ۲۰۲۳، دو کشور چهل‌وهشتمین سالگرد روابط دیپلماتیک خود را جشن گرفتند.

## دیدارهای سطح بالا
دیدارهای سطح بالا از کویت به مکزیک

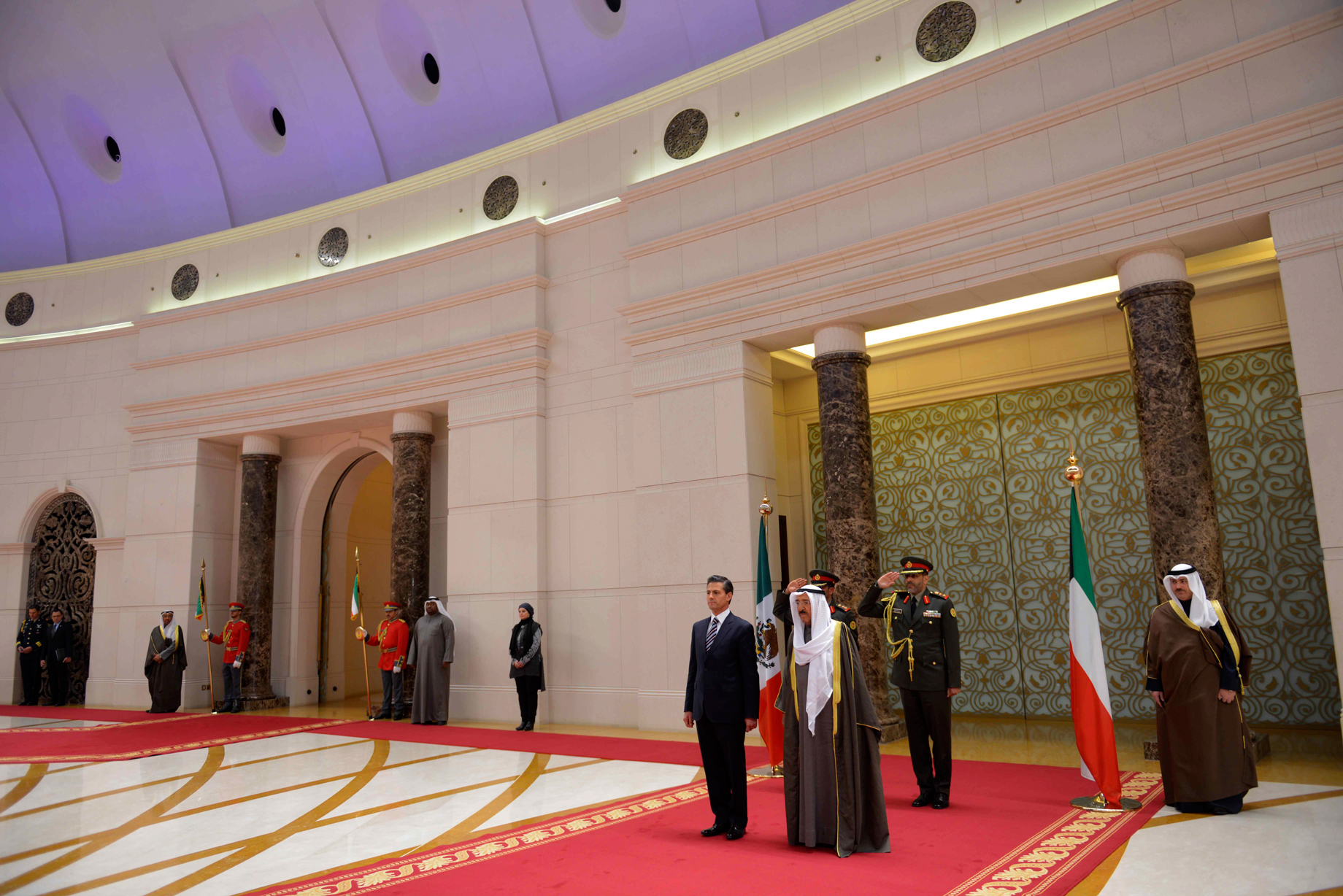
رئیس‌جمهور مکزیک، انریکه پنیه نیتو، در سفر به کویت همراه با امیر صباح احمد جابر الصباح؛ ژانویه ۲۰۱۶.

- نخست‌وزیر ناصر صباح (ژوئیه و سپتامبر ۲۰۱۰)
- معاون وزیر کشور، سلیمان فهد الفهد (۲۰۱۶)

دیدارهای سطح بالا از مکزیک به کویت
- رئیس‌جمهور لوئیس اچوریا (۱۹۷۵)
- معاون وزیر امور خارجه، لوردس آرندا (۲۰۰۷، ۲۰۱۱)
- وزیر امور خارجه، پاتریسیا اسپینوسا (۲۰۱۱)
- وزیر امور خارجه، خوزه آنتونیو مید (۲۰۱۴)
- معاون وزیر امور خارجه، کارلوس ده ایکازا (۲۰۱۴)
- رئیس‌جمهور انریکه پنیه نیتو (۲۰۱۶)
- وزیر امور خارجه، کلودیا رویز ماسیو (۲۰۱۶)

## توافق‌نامه‌های دوجانبه
دو کشور چندین توافق‌نامهٔ دوجانبه امضا کرده‌اند، از جمله: توافق‌نامهٔ همکاری اقتصادی (۱۹۷۶)؛ توافق‌نامه برای اجتناب از اخذ مالیات مضاعف و جلوگیری از فرار مالیاتی در زمینهٔ مالیات بر درآمد (۲۰۰۹)؛ توافق‌نامه در خصوص ترویج و حمایت متقابل از سرمایه‌گذاری‌ها (۲۰۱۳)؛ توافق‌نامهٔ خدمات هوایی (۲۰۱۶)؛ تفاهم‌نامه در زمینهٔ همکاری‌های بهداشتی (۲۰۱۶)؛ توافق‌نامهٔ همکاری در زمینه‌های علمی و فناوری (۲۰۱۶)؛ توافق‌نامهٔ همکاری بین بانک ملی تجارت خارجی مکزیک (بانکومکست) و اتاق بازرگانی و صنعت کویت (۲۰۱۶)؛ توافق‌نامهٔ همکاری میان پمکس و شرکت نفت کویت (۲۰۱۶)؛ و توافق‌نامه در زمینهٔ همکاری‌های فرهنگی، هنری و آموزش عالی (۲۰۱۶).

## تجارت
در سال ۲۰۲۳، مجموع مبادلات تجاری میان کویت و مکزیک به ۱۳۰ میلیون دلار آمریکا رسید. مهم‌ترین صادرات کویت به مکزیک، نفت خام است. صادرات اصلی مکزیک به کویت شامل: وسایل نقلیهٔ موتوری برای حمل کالا و افراد، لاستیک‌های لاستیکی، توربوجت‌ها، توربوپراپلرها و دیگر توربین‌های گازی، ماشین‌آلات و دستگاه‌های مکانیکی، لوله‌ها و اتصالات آهنی یا فولادی، محصولات شیمیایی، سبزیجات، میوه‌ها، آجیل، شکلات و عسل می‌شود. شرکت چندملیتی مکزیکی کیدزانیا در کویت فعالیت می‌کند.

## نمایندگی‌های دیپلماتیک مقیم
- کویت در مکزیکو سیتی سفارت دارد.[۱۳]
- مکزیک در کویت سیتی سفارت دارد.[۱۴]